# Children of Bodom
Children of Bodom war eine finnische Melodic-Death-Metal-Band aus Espoo, die von 1993 bis 2019 bestand. Durchgehend Mitglieder der Band waren seit der Veröffentlichung ihres ersten Albums bis zum Tod Alexi Laiho (Gesang und Gitarre), Janne Wirman (Keyboards), Henkka Seppälä (Bass) und Jaska Raatikainen (Schlagzeug). Die Position des zweiten Gitarristen wurde zu unterschiedlichen Zeiten von Alexander Kuoppala, Roope Latvala und Daniel Freyberg besetzt.

## Bandgeschichte

### Gründung und erste Aufnahmen (1993–1996)

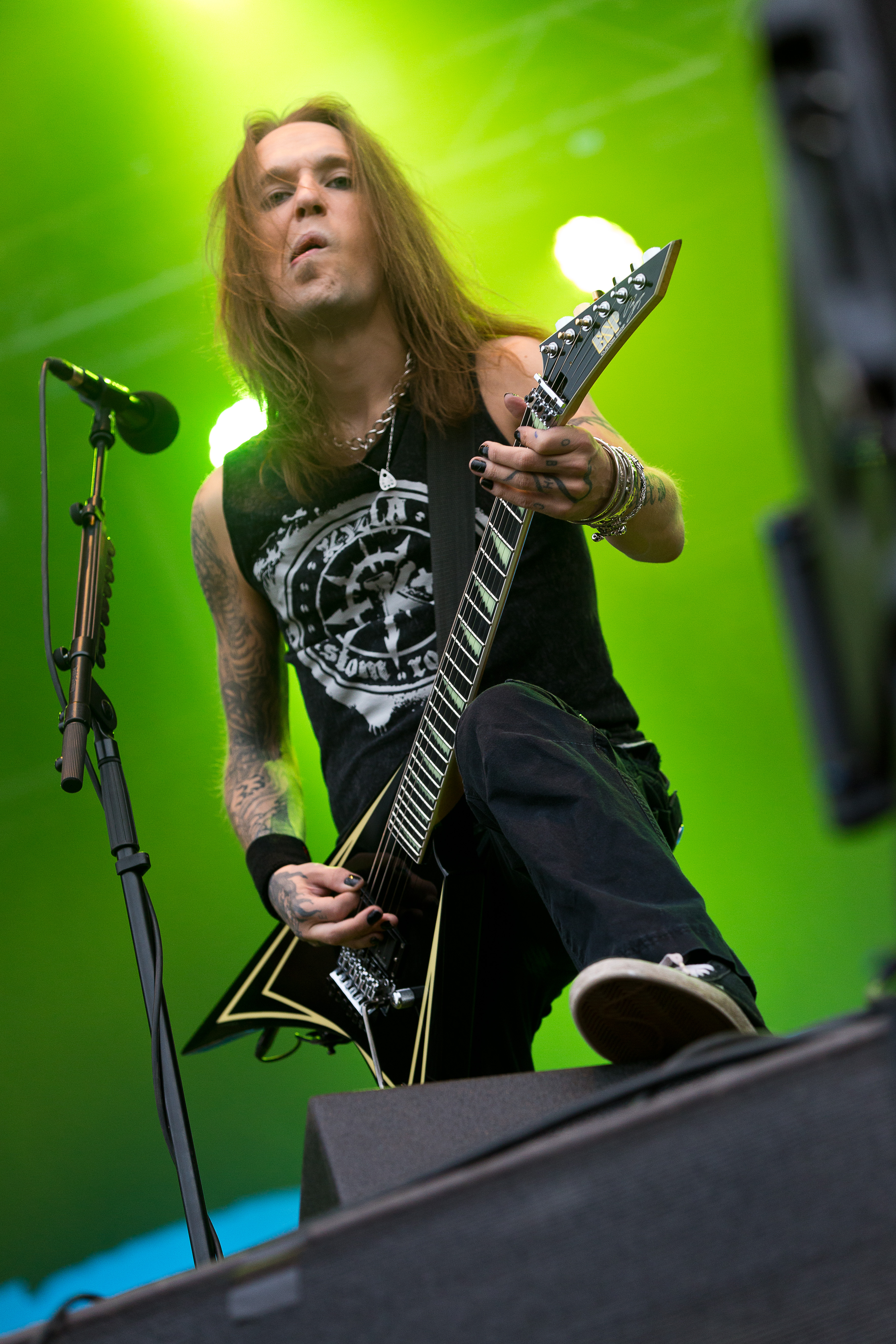
Sänger und Gitarrist Alexi (Wildchild) Laiho 2016

Die Band wurde zunächst unter dem Namen Inearthed gegründet. Gründungsmitglieder waren der Gitarrist Alexi Laiho, der Schlagzeuger Jaska Raatikainen und der damalige Bassist Samuli Miettinen. Die drei Musiker verband ihr gemeinsames Interesse für Heavy Metal und Bands wie zum Beispiel W.A.S.P., Manowar, Ozzy Osbourne, Judas Priest, Slayer oder Hypocrisy.
Im August 1994 nahmen sie ihre erste Demoaufnahme auf, die sie Implosion of Heaven nannten. Die Melodien für die drei Songs wurden von Laiho komponiert, die Texte verfasste Miettinen. Diese Aufnahmen werden stilistisch dem Death Metal zugeordnet. Ihre zweite Demoaufnahme folgte im Juli 1995 unter dem Namen Ubiquitous Absence of Remission. Die Aufnahmen wurden im Astia Studio eingespielt, zusammen mit dem Produzenten Anssi Kippo, der später noch bei vielen Alben der Bands mitwirkte. Bei den Aufnahmen waren nur Laiho und Raatkainen beteiligt. Miettinen war nicht im Studio, weil er zu dem Zeitpunkt schon mit seiner Familie in die USA gezogen war.
Auf dieser Demo sind erstmals Keyboardsounds zu hören, obwohl Inearthed damals noch keinen Keyboarder hatte. Die Keyboardstimmen wurden von Laiho und Raatkainen eingespielt. Raatikainen spielte zu dieser Zeit noch in einer Big Band das French Horn, wo auch Alexander Kuoppala Trompete spielte. Außerdem spielte Kuoppala auch Gitarre und so wurde er eingeladen, die Band als Rhythmusgitarrist zu unterstützen.
Ende 1995 zog Miettinen mit seiner Familie in die Vereinigten Staaten, wodurch es ihm unmöglich wurde, weiterhin in der Band zu spielen. Für ihr drittes Demo wurden zwei neue Musiker in die Band aufgenommen. Der neue Bassist Henkka Seppäla (* 7. Juni 1980) war der Ersatz für Miettinen. Laiho und Raatikainen kannten ihn, weil sie dieselbe Schule besuchten. Außerdem wurde mit Jani Pera Pirisjoki (* 14. Juni 1978) ein fester Keyboarder gefunden. Die dritte Demo Shining wurde im Februar 1996, erneut im Astia Studio, aufgenommen. Auch diese Demo wird gemeinhin noch als Death Metal bezeichnet, auch wenn die Musik melodischer ist und sich mehr in Richtung Melodic Death Metal entwickelt hat. Die Band gab erstmals kleine Konzerte in Espoo und der Umgebung.

### Umbenennung und Debütalbum (1997)
Die Band suchte nach einer Plattenfirma, die sie unter Vertrag nahm, aber keine schien Interesse an Inearthed zu haben. Also entschlossen sich die Bandmitglieder Mitte 1997, ein weiteres Mal ins Studio zu gehen, um ihr erstes Album ohne Plattenvertrag aufzunehmen. Die Kosten von rund 3500 Euro wurden allein von den Bandmitgliedern getragen. Kurz vor den Aufnahmen wurde Pirisjoki aus der Band geworfen, weil er Inearthed nicht ernst genug nahm. Raatikainen fragte seinen Schulfreund Janne Wirman (* 26. April 1979), ob er nicht in der Band aushelfen wolle. Wirmans Interesse für Metalmusik war zwar nicht groß, trotzdem willigte er ein. Nur kurze Zeit später wurde er vollwertiges Mitglied der Band.
Nun war die Band bereit für die Aufnahmen für ihr Debütalbum. Im Astia Studio wurden die sieben Songs aufgenommen. Produzent war wieder Anssi Kippo. Die Aufnahmen wurden an zahlreiche Plattenfirmen verschickt, doch nur eine zeigte Interesse an ihnen. Es war eine kleine belgische Firma, die der Band ein außerordentlich schlechtes Angebot machte, bei dem die Studiokosten nicht übernommen werden sollten und die Band 1.000 Exemplare ihres Albums selbst verkaufen sollte. Da es aber kein besseres Angebot gab, gingen die Bandmitglieder darauf ein.
Kuoppala arbeitete zu dieser Zeit mit dem Thy-Serpent-Gitarristen Sami Tenetz zusammen. Er gab ihm ein Exemplar des Albums. Dieser mochte das Album und er leitete es an das finnische Plattenlabel Spinefarm Records weiter. Dort wurde das Album mit Begeisterung angenommen und Inearthed sollte unter Vertrag genommen werden. Da Inearthed aber schon bei der belgischen Plattenfirma unterschrieben hatten, das Angebot von Spinefarm Records aber viel besser war, entschlossen die Bandmitglieder kurzerhand, sich von Inearthed in „Children of Bodom“ umzubenennen. Der Name geht auf den See Bodominjärvi zurück, der in einem Stadtteil von Espoo liegt und an dem 1960 drei zeltende Jugendliche grausam ermordet wurden. Das Lied „Lake Bodom“ wurde diesem See gewidmet. Auf acht der zehn Studioalben von Children of Bodom waren mindestens ein Song, der das Wort „Bodom“ im Titel enthielt. Die beiden Alben, bei denen dies nicht der Fall war, sind das 2011 erschienenen „Relentless Reckless Forever“ und das 2019 erschienene "Hexed".
Nach der Umbenennung konnte das erste Album mit dem Namen Something Wild unter Spinefarm Records veröffentlicht werden. Die Stilrichtung lässt sich nicht eindeutig bestimmen. Es kommen Einflüsse aus dem Bereich Death-, Speed-, Power-, Black- und dem Heavy Metal zusammen. In einigen Songs sind sogar klassische Elemente zu hören.
Im Oktober 1997 spielte Children of Bodom ihr erstes großes Konzert als Vorgruppe für die Black-Metal-Band Dimmu Borgir. Die Band wurde in Finnland immer bekannter und das Album erreichte Platz 19 in den Albumcharts. Im Jahr 1998 wurde es durch Nuclear Blast, Toys Factory und einige andere Plattenlabels auch im Ausland veröffentlicht.
Nuclear Blast organisierte eine Tour mit Disbelief, Crack Up, Covenant (ab 1999 The Kovenant), Hypocrisy und Benediction. Wirman konnte die Band wegen seines bevorstehenden Schulabschlusses nicht begleiten und so wurde er auf der Tour durch Erna Siikavirta, eine klassische Pianistin, ersetzt. Bald darauf ging die Band ins Studio, um zwei neue Songs aufzunehmen. Der Song „Children of Bodom“ wurde auf einer Split-Single mit Cryhavoc und Wizzard veröffentlicht, die in Finnland Platz 1 der Singlecharts und Goldstatus erreichte. Des Weiteren wurde der Song „Towards Dead End“ aufgenommen.
Es folgten mehrere Auftritte, unter anderem auf dem Wacken Open Air im August 1998. Die zweite Europa-Tour wurde auch von Nuclear Blast organisiert. Wirman konnte erneut wegen der Schule nicht an der Tour teilnehmen. Er wurde für kurze Zeit durch Kimberly Goss, die Keyboarderin von Dimmu Borgir, ersetzt.

### Hatebreeder(1998–2000)

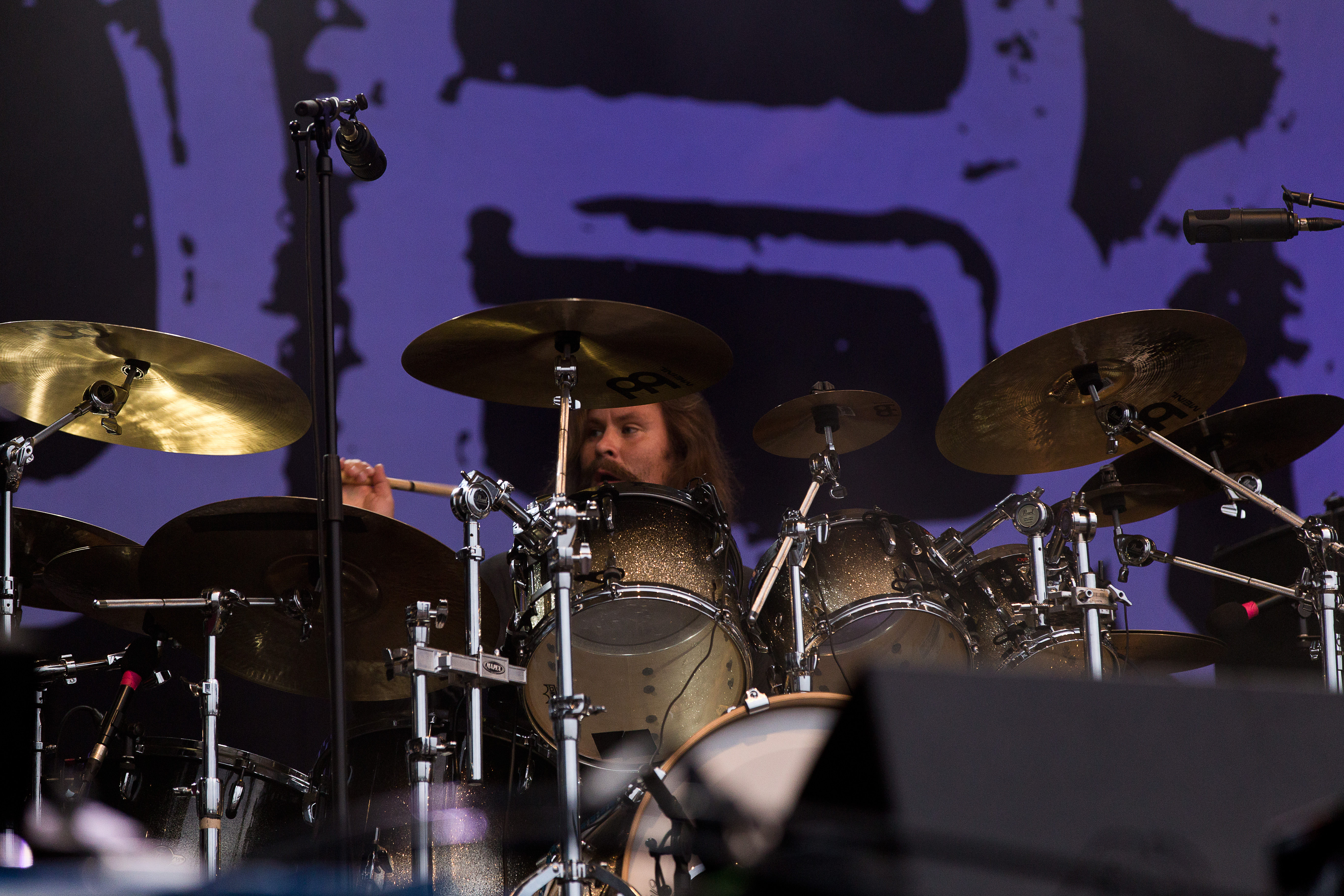
Schlagzeuger Jaska Raatikainen 2016

Im Dezember 1998 und Januar 1999 ging die Band erneut ins Astia Studio, um fünf weitere, eigene Songs und zwei Coversongs aufzunehmen. Diese sollten mit den beiden bereits veröffentlichten Songs auf einem Album publiziert werden. Neben anfänglichen Problemen mit dem Equipment konnte die Band das Album wie gewünscht aufnehmen. Zuerst sollte es Towards Dead End heißen, doch es wurde dann Hatebreeder genannt und erschien am 26. April 1999 bei Spinefarm Records. Auf diesem Album tritt verstärkt das Keyboard in den Vordergrund. Wirman spielte hier auch Keyboard-Solos ein, die er selbst schrieb.
Hatebreeder war in Finnland sehr erfolgreich und erreichte Platz 6 in den Albumcharts, auch in Deutschland stieg es auf Platz 76 ein. Im Juli 1999 tourten sie mit In Flames und Sinergy durch Japan. Dabei wurde ihre erste Live-CD aufgenommen. Das limitierte Album wurde Tokyo Warhearts genannt. Es erreichte in Finnland Platz 33 der Albumcharts. Im September 1999 folgte eine Tour durch Europa mit In Flames, Dark Tranquillity und Arch Enemy. Im Mai 2000 wurde die Single „Hate Me“ veröffentlicht, die es sofort auf Platz 1 der Singlecharts schaffte und mit Platin ausgezeichnet wurde.

### Follow the Reaper(2000–2002)

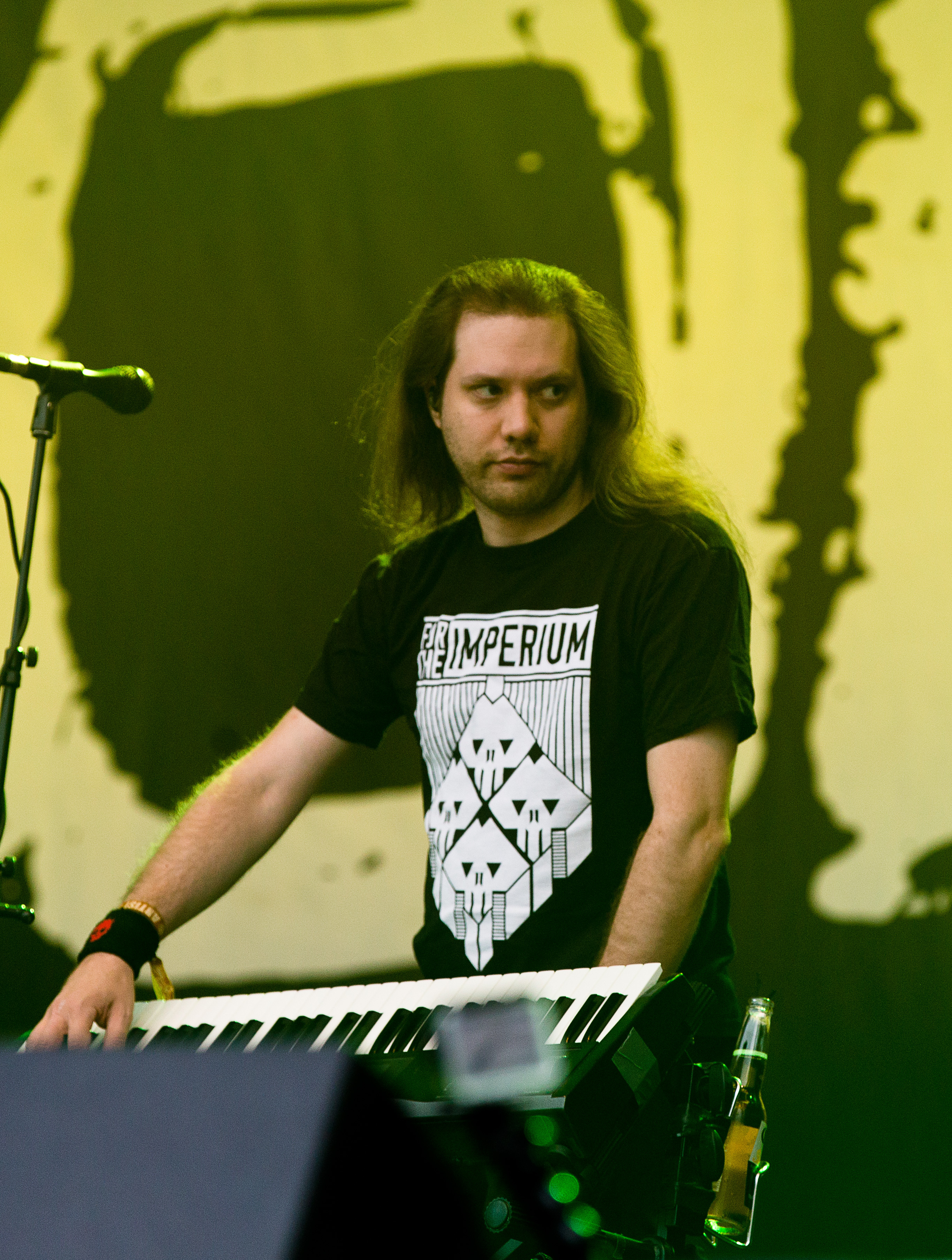
Keyboarder Janne Wirman 2016

Im August 2000 sollte das nächste Album aufgenommen werden. Die Band entschied sich, dieses Mal nicht in das Astia Studio, sondern in das bekannte Abyss Studio in Schweden zu gehen. Unter der Leitung von Peter Tägtgren, der schon zahlreiche Death- und Black-Metal-Alben produziert hatte, wurden acht neue Songs und ein Coversong aufgenommen. Der Titel „Kissing the Shadows“ wurde erst im Studio geschrieben. In diesen Songs treten die Keyboard-Sounds besonders in den Vordergrund.
Das Album wurde als Follow the Reaper Ende Oktober 2000 in Finnland und im Januar 2001 weltweit veröffentlicht. In Finnland erreichte es den dritten Platz der Albumcharts, in Deutschland stieg es auf dem 46. Platz ein. Im Februar 2001 veröffentlichte Nuclear Blast eine neu abgemischte Version des Albums, bei dem ein paar kleine Details verbessert wurden. Anschließend tourte Children of Bodom zusammen mit Primal Fear und Sacred Steel durch Europa. Bevor sie eine Japan-Tournee begannen, spielten sie noch ein Konzert in Südkorea, das sogar im südkoreanischen Pay-TV ausgestrahlt wurde. Nach der Tour ging die Band ins Astia Studio und nahm zwei weitere Coversongs auf, die später als Bonustracks für Singles und Alben benutzt wurden. Im Oktober spielten sie ein Konzert in Italien als Vorgruppe für Slayer, anschließend folgte eine Südamerika-Tour mit acht Konzerten. Im Dezember folgten kleinere Konzerte in Finnland.

### Hate Crew Deathroll(2002–2003)
Nachdem Spinefarm Records durch Universal Music aufgekauft worden war, konnte die Band nun auf den Vertrieb im Ausland durch Nuclear Blast verzichten, da das nun von Universal Music übernommen wurde.
Nach einem weiteren Auftritt auf dem Wacken Open Air 2002 ging wieder in die Astia Studios und nahm zusammen mit Anssi Kippo ihr viertes Studioalbum auf. In den neuen Songs waren harte Metal-Riffs und Gitarren- und Keyboard-Soli integriert. Im September wurde die Single You’re Better Off Dead zusammen mit dem Coversong Somebody Put Something in My Drink von den Ramones veröffentlicht. Sie stieg auf Platz 1 in Finnland ein und wurde vergoldet.
Anfang Januar des folgenden Jahres wurde das Album Hate Crew Deathroll veröffentlicht. Es war das erste Album von Children of Bodom, das an die Spitze der finnischen Albumcharts gelangte. Dort konnte es dann auch drei Wochen verweilen. Im März bekam es eine Goldene Schallplatte verliehen, als es zum fünfzehntausendsten Mal verkauft wurde. Anschließend tourte die Band wieder durch Europa, diesmal zusammen mit Shadows Fall. Als diese wegen ihrer eigenen Tournee auf den letzten Konzerten nicht mit Children of Bodom zusammen spielen konnten, sprang die deutsche Band Suidakra ein.

### Besetzungswechsel undTrashed, Lost & Strungout(2003–2004)

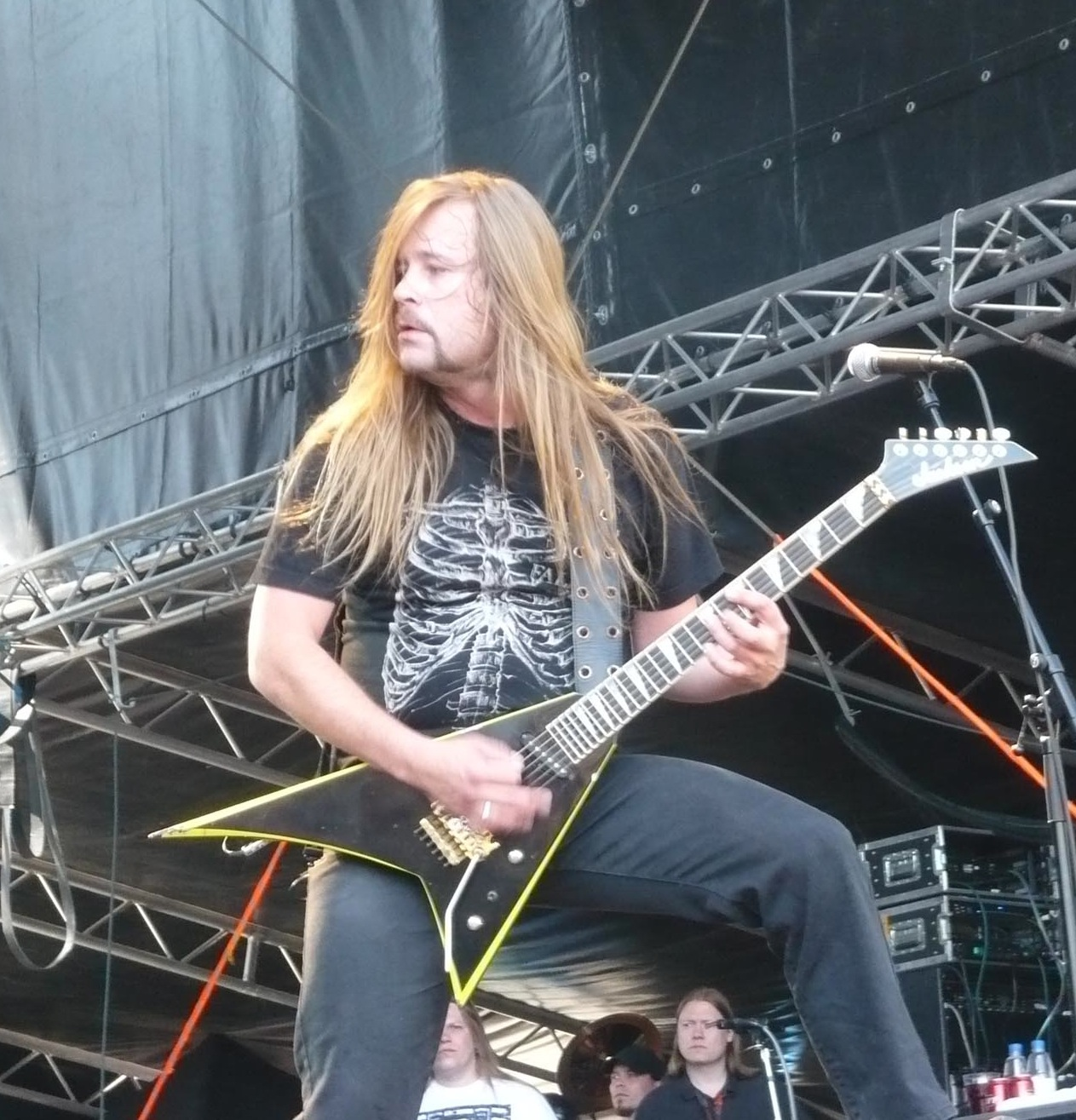
Roope Latvala mit Stone auf dem Sauna Open Air Metal Festival

Im Juli 2003 verließ Rhythmusgitarrist Alexander Kuoppala die Band, da ihm die permanenten Touren zugesetzt hatten und ihm das Leben auf Tournee zu stressig wurde. Freund und Sinergy-Kollege Roope Latvala bot Laiho an, in der Band als Begleitgitarrist auszuhelfen, um die bereits geplanten Touren in Japan und Nordamerika zu absolvieren. Während der Japan-Tour musste Children of Bodom trotzdem ein Konzert absagen, da Laiho an starken Muskelkrämpfen litt, die ihn beim Spielen behinderten. Danach jedoch konnte die Tour erfolgreich beendet werden.
Im November gingen Children of Bodom mit Dimmu Borgir, Hypocrisy und Nevermore auf Tour durch Nordamerika. Wieder musste ein Auftritt in Minneapolis abgesagt werden, da die gesamte Band krank wurde. Im März 2004 ging die Band in die Astia Studios und nahm vier neue Songs auf, die beiden Songs „Knuckleduster“ und „Trashed, Lost and Strungout“ und die zwei Coversongs „She Is Beautiful“ von Andrew W. K. und „Bed of Nails“ von Alice Cooper. Im April 2004 beschloss die Band erneut durch die Vereinigten Staaten zu touren, da die Nachfrage dort sehr groß gewesen war. Diesmal ging die Band zusammen mit Iced Earth und Evergrey auf Tour. Im Sommer spielte die Band auf vielen wichtigen Metalfestivals in ganz Europa, anschließend ging die Band auf Südamerika-Tournee.
Im Oktober wurde eine Single namens Trashed, Lost and Strungout veröffentlicht. Darauf waren der Song selbst und der Coversong „She Is Beautiful“. Zeitgleich wurde die gleichnamige EP veröffentlicht, die außerdem noch „Knuckleduster“ und „Bed of Nails“ beinhaltete. Auch eine DVD wurde auch veröffentlicht, die zusätzlich das Musikvideo zu „Trashed, Lost & Strungout“, Live-Auftritte vom Tuska Open Air Metal Festival 2003, einen Remix von „Angels Don’t Kill“, eine Videodokumentation und einen Gruß von Andrew W. K. enthält. Die Single wurde nach 21 Wochen in den Charts vergoldet.
Noch im selben Jahr begann die Band eine weitere Tour durch die Vereinigten Staaten, zusammen mit Fear Factory und Lamb of God. Am Ende der Tour kündigte die Band spontan zwei weitere Auftritte an, bei denen Children of Bodom als Headliner eine lange Setlist spielte. Latvala war inzwischen ein festes Mitglied der Band.

### Are You Dead Yet?(2005)

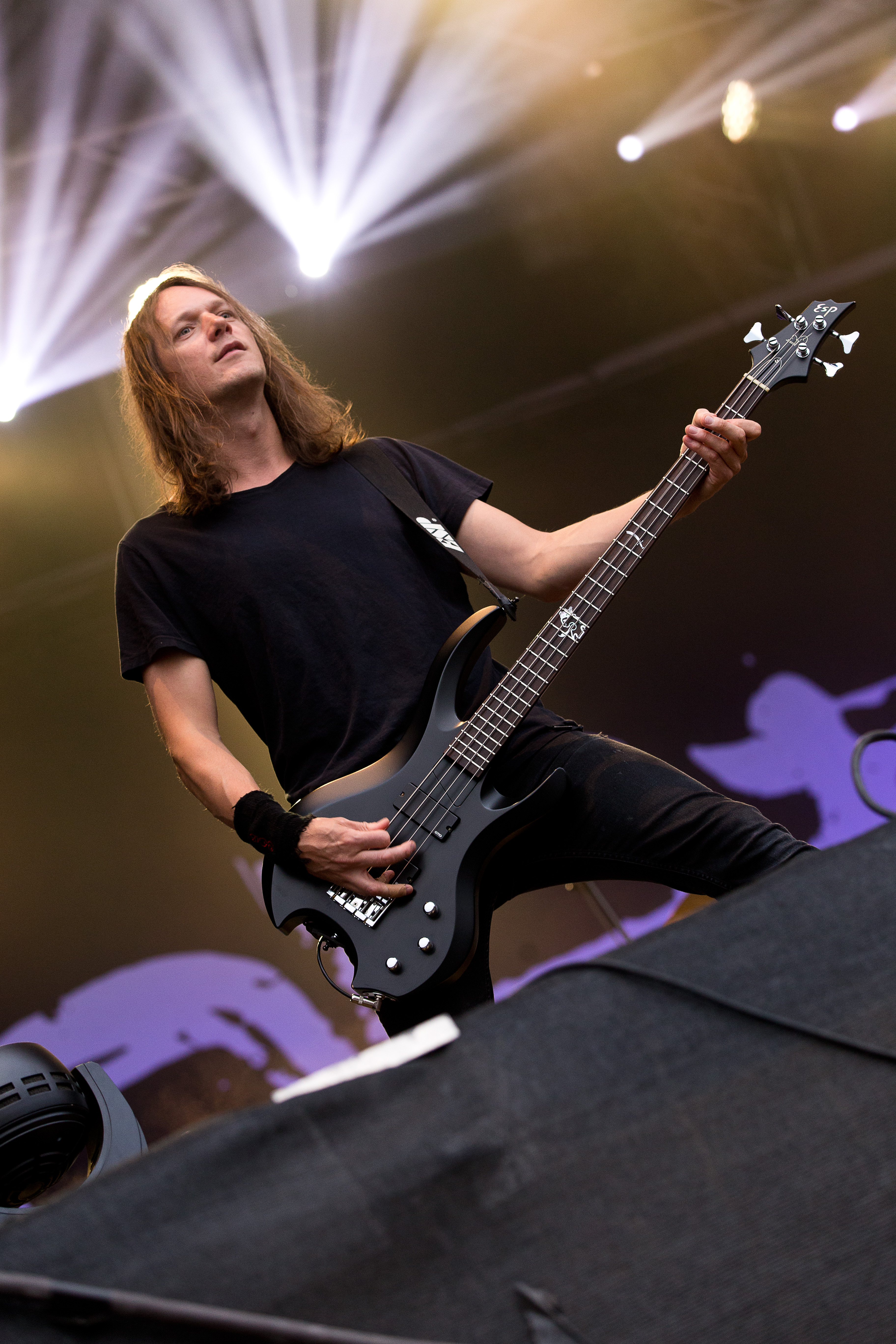
Bassist Henkka Seppälä 2016

Nach der Festival-Tour im Sommer 2005 ging die Band ins Astia Studio, um die neuen Tracks für ihr kommendes Album aufzunehmen. Nach einem kleinen Rechtsstreit mit der schwedischen Melodic-Death-Metal-Band Carnal Forge, die ihr eigenes Album zuvor Aren’t You Dead Yet? genannt hatten, wurde es schließlich Are You Dead Yet? genannt.
Im Juni hatten Children of Bodom vor 120.000 Zuschauern einen ihrer größten Auftritte auf dem Abschiedskonzert der Böhsen Onkelz. Auf der DVD des Konzerts, die Vaya Con Tioz genannt wurde, waren auch Children of Bodom mit dem Song „Everytime I Die“ vertreten. Im August wurde die Single „In Your Face“ veröffentlicht. Sie wurde zusammen mit einer zensierten Radio-Version von „In Your Face“, bei der viele Wörter herausgeschnitten waren, und dem Britney-Spears-Cover Oops!… I Did It Again herausgegeben. Wegen dieser Bonustracks, die von der Band als Scherz verstanden wurden, geriet die Single in Kritik, erreichte jedoch trotzdem sofort Platz 1 der finnischen Charts und wurde bald vergoldet.
Mitte September wurde das Album veröffentlicht. Es erreichte Platz 1 in Finnland und in Schweden und Deutschland Platz 16. Zur Premiere des Albums wurden erstmals vier Konzerte in Australien gegeben. Danach begannen sie eine Tournee durch Japan, bei der die Fans auf der Homepage der Band über die Songs, die gespielt werden sollten, abstimmen durften. Im November gingen sie auf Nordamerika-Tournee, diesmal zum ersten Mal als Headliner. Auch die darauffolgende Europa-Tour mit Ektomorf und One Man Army And The Undead Quartet war fast ausnahmslos ausverkauft.

### Chaos Ridden Years(2006–2007)
Am 5. Februar 2006 gab Children of Bodom ein Konzert im „Arenan“ in der schwedischen Hauptstadt Stockholm. Dieses Konzert wurde mitgeschnitten und erschien im Oktober 2006 als DVD und Live-Doppel-CD unter dem Titel Chaos Ridden Years: Stockholm Knockout Live (DVD) bzw. Stockholm Knockout Live (CD). Die CD enthielt über 95 Minuten Konzert, die DVD enthielt zusätzlich zum Videomitschnitt des ganzen Konzerts noch eine Dokumentation über die Band, Interviews, die sogenannten „Deleted Scenes“, fast alle Musikvideos, die mit der Band gedreht wurden, und eine Fotoshow.
Im Juni ging die Band auf ihre bisher größte Tour. Slayer lud die Bands Mastodon, Thine Eyes Bleed, Lamb of God und auch Children of Bodom ein, auf ihrer „Unholy Alliance“-Tour zu spielen. Nach dem ersten Teil dieser Tour und der Festival-Tour im Sommer, begann der zweite Teil der „Unholy Alliance“-Tour im Oktober. Nach der Tour fuhr Laiho in den Norden Finnlands und fand Zeit, einige neue Songs für das geplante nächste Album zu komponieren. Laiho war zu dieser Zeit in aggressiver Stimmung und die Songs entwickelten sich in Richtung Thrash Metal. Im November folgte erneut eine Nordamerika-Tour.

### Blooddrunk(2007–2008)

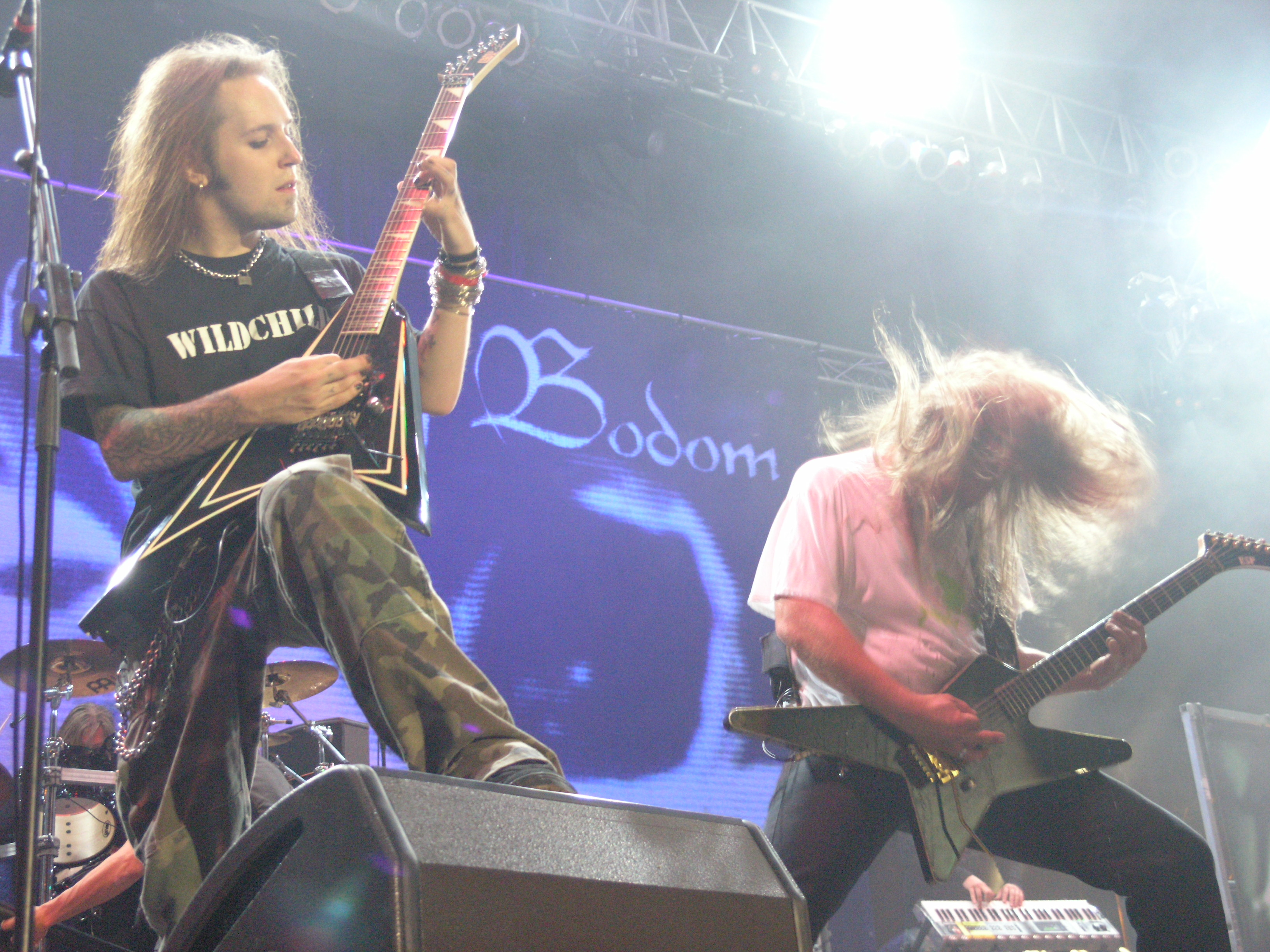
Children of Bodom live 2007

Im Mai 2007 ging die Band für  fünf neue Songs in die Sonic Pump Studios. Der Titel „Tie My Rope“ wurde auf der Compilation Viva La Bands, Vol. 2 veröffentlicht. Im Oktober fanden im Petrax Studio die Aufnahmen für das kommende Album Blooddrunk statt. Produzenten waren Mikko Karmila und Peter Tägtgren, der speziell Laihos Gesang produzierte. Es wurden neun Eigenkompositionen, darunter auch „Tie My Rope“, das neu eingespielt wurde, und vier Coversongs, diesmal von Stan Jones, Kenny Rogers, Creedence Clearwater Revival und Suicidal Tendencies, aufgenommen. Das Album wurde im April 2008 veröffentlicht, erreichte in Finnland Platz 1 und war auch im Ausland sehr erfolgreich. In Deutschland kam es auf Platz 10, in den Vereinigten Staaten auf Platz 22.
Danach wirkte Children of Bodom auf der „Gigantour“ 2008 durch Nordamerika mit. Andere Bands auf dieser Tour waren Megadeth, In Flames, Job for a Cowboy und High on Fire. Die ersten drei Studioalben (Something Wild, Hatebreeder, Follow the Reaper) und das Livealbum Tokyo Warhearts wurden 2008 mit zusätzlichen Bonustracks unter Spinefarm Records neu veröffentlicht.
Im September startete die Band eine Nordamerika-Tour mit The Black Dahlia Murder und Between the Buried and Me. Im November und Dezember folgte eine Europa-Tour mit Slipknot und Machine Head.

### Skeletons in the Closet(2009–2010)
Ab Ende Januar 2009 tourten Children of Bodom zusammen mit Cannibal Corpse und Diablo als Special Guests durch Europa. Ab April startete eine Tour mit Lamb of God, As I Lay Dying, God Forbid und Municipal Waste durch Nordamerika. Die letzten Gigs mussten aufgrund einer Verletzung Laihos abgesagt werden. Dieser war im Tourbus aus dem obersten Bett gefallen und hatte sich dabei die Schulter gebrochen.
Am 18. September 2009 veröffentlichten Children of Bodom ein Compilation-Album namens Skeletons In The Closet, das die meisten der Coversongs enthält, die die Band bis dato aufgenommen hatte. Für das Album wurden zwei neue Coversongs aufgenommen, nämlich Hell is for Children von Pat Benatar und Antisocial von Trust bzw. Anthrax. Außerdem soll das Suicidal-Tendencies-Cover War Inside My Head, das bereits 2007 aufgenommen, aber nie auf einer CD der Band veröffentlicht wurde, auf dem Album erscheinen.
Des Weiteren begann die Band im September eine Südamerika-Tour, es folgte eine zweite Nordamerika-Tournee im September und Oktober und einige Gigs im Fernen Osten, ebenfalls im Oktober. Die eineinhalbjährige „Blooddrunk World Tour“ wurde bei einer Show in Moskau beendet.
Im Jahr 2010 fand eine Minitournee durch Finnland im April und Auftritte auf einigen Sommerfestivals statt.

### Relentless Reckless ForeverundHoliday at Lake Bodom(2011–2012)
Das Album Relentless Reckless Forever kam in Deutschland am 4. März 2011 auf den Markt. Zum ersten Mal in ihrer Bandgeschichte arbeiteten Children of Bodom mit einem Produzenten (Paul Conroy) zusammen, der auch die Musiker während der Kompositionsphase (so Laiho in einem Interview) beeinflusste. Das Album beinhaltet neun Tracks und wurde in Finnland und in Los Angeles aufgenommen. Die Keyboardparts nahm Janne Wirman in den Petrax Studios und in seinem Studio Beyond Abilities auf. Die Aufnahmezeit erstreckte sich von August bis September 2010. Als erste Single wurde Was it worth it? ausgekoppelt, zu der auch ein Video in Camp Woodward (Pennsylvania) gedreht wurde. Die Szenerie setzt sich zusammen aus der Band, die in einer Skatehalle spielt, und den Skatern Chris Cole und Tom Asta. Mit einer Spielzeit von etwa 36 Minute ist das Album  recht kurz. In Deutschland ist es als normale CD-Edition und als Special Edition mit einer Bonus-DVD, auf welcher das Musikvideo zu Was it worth it? und dessen Making-of zu finden sind sowie zwei Livetracks vom Bloodstock Open Air und ein Trailer zu Laihos neuer Rock-House-Method-DVD.
Im Rahmen des 15-jährigen Bandbestehens veröffentlicht die Band am 22. Mai 2012 eine Best-Of-CD/DVD „Holiday at Lake Bodom (15 Years of Wasted Youth)“.

### Auflösung (2019)
Im November 2019 verkündete die Band, dass Jaska Raatikainen, Henri „Henkka T. Blacksmith“ Seppälä und Janne Wirman die Band zum Jahresende verlassen werden. Am 15. Dezember 2019 spielte die Band in Helsinki ihr letztes Konzert. Da Raatikainen, Seppälä und Wirman die Rechte am Bandnamen besitzen, lösten sich Children of Bodom auf. Alexi Laiho gründete daraufhin Anfang 2020 die Band Bodom After Midnight, verstarb aber noch im selben Jahr.

## Stil

### Musik

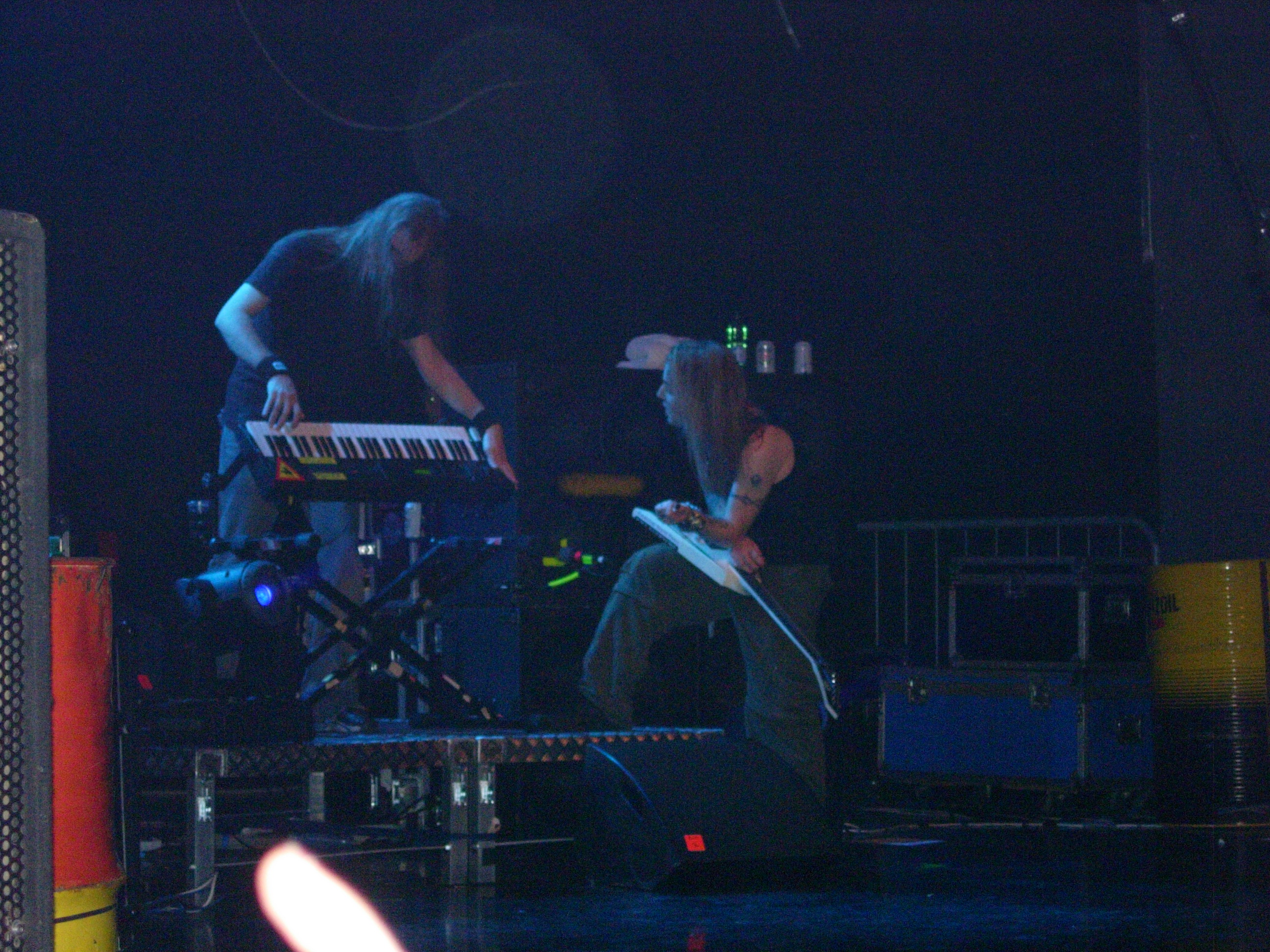
Duell zwischen Alexi Laiho und Janne Wirman

Musikalisch ist diese Band nur schwer in das etablierte Stilsystem einzuordnen. Charakteristisch sind schnelle Läufe auf Leadgitarre und Keyboard, kurze Melodiebögen und der gutturale Gesang. Durch den häufigen Wechsel von melodischen und atonalen Elementen entsteht ein breiter Kontrast. Im Gegensatz zu anderen Metal-Bands übernimmt auch das Keyboard eine Leadfunktion, jedoch meist mit Klängen, die der E-Gitarre ähnlich sind. Traditionell beinhaltet jedes Live-Konzert ein klassisches Solo-Duell zwischen Keyboard und Gitarren. Das wird gelegentlich mit dem gemeinsamen Wirken von Yngwie Malmsteen und Jens Johansson verglichen. Die Drums sind geprägt von Doublekicks, die entweder im 4/4-Takt oder 2/4-Takt gespielt werden. 
Die Band steht in keiner direkten Verbindung zu einer speziellen Metal-Subkultur, weshalb die Stilzugehörigkeit kontrovers bleibt. Stilistische Unterschiede zwischen mehreren Alben erschweren die Einordnung zusätzlich.
Während die ersten beiden Alben (Something Wild und Hatebreeder) verstärkt vom Melodic-Black-Metal-Genre geprägt sind, kann man auf den neueren Werken wie Trashed, Lost & Strungout, aber vor allem auf Blooddrunk, eine deutliche Hinwendung zum Thrash Metal hören.
Oft werden Children of Bodom als Melodic Death Metal bezeichnet, obwohl sich ihr Stil von typischen Melodic-Death-Metal-Bands wie beispielsweise In Flames oder Dark Tranquillity unterscheidet.
In dem kanadischen Dokumentarfilm Metal – A Headbanger’s Journey aus dem Jahr 2005 wird der Stil der Band in dem definitive metal family tree als Thrash Metal eingestuft.
Die Band selbst äußert sich nicht zu einer genauen Definition ihres Stils – einzig die oft vorkommende Einordnung in das Genre Power Metal wurde von Gitarrist Alexi Laiho besonders abgelehnt:

“To me, it’s just metal and that’s it. It’s not black metal, it’s not death metal, it’s not thrash. It’s like, what the fuck? We don’t spend too much time thinking about labels. They don’t mean shit anyways. For me, metal is metal, music is music. So I don’t really care about labels. But, you know, if somebody says we’re black metal or they say that we’re thrash metal, I’m ok with it. I don’t really care as long as they don’t call it power metal.”

„Für mich ist es einfach nur Metal. Es ist nicht Black Metal, es ist nicht Death Metal, es ist nicht Thrash. Es ist, was zur Hölle? Wir verbringen nicht viel Zeit damit, über Bezeichnungen nachzudenken. Sie bedeuten außerdem eh nichts. Für mich ist Metal Metal und Musik Musik. Also kümmere ich mich nicht viel um Bezeichnungen. Aber wenn jemand sagt, dass wir Black Metal sind, oder dass wir Thrash Metal sind, ist das in Ordnung. Es ist mir eigentlich egal, solange sie es nicht Power Metal nennen.“

### Texte
Die Songtexte befassen sich vor allem mit Tod, Gewalt und Aggression. Oft wird in den Liedern das Sterben als ein grausamer Schmerz beschrieben. Auch der Sensenmann, das Symbol der Band, taucht in den Texten auf.

“Don’t wake it up, call my name, it’s death!

Set them all on a trip of pain,

I can’t wait!”

„Wecke es nicht auf, rufe meinen Namen, er lautet Tod!

Führe sie alle auf eine Reise des Schmerzes,

Ich kann nicht mehr warten!“

Des Weiteren thematisieren manche Lieder die Morde am „Lake Bodom“:

“And the waters of Bodom

turn a deep red shade of blood,

as the Children Of Bodom

take their last breath.”

„Und das Wasser von Bodom

verfärbt sich dunkelrot von Blut,

als die Kinder von Bodom

ihren letzten Atemzug nehmen.“

## Diskografie
Studioalben

| Jahr | Titel Musiklabel                              | Höchstplatzierung, Gesamtwochen, AuszeichnungChartplatzierungen (Jahr, Titel, Musiklabel, Platzierungen, Wochen, Auszeichnungen, Anmerkungen) | Höchstplatzierung, Gesamtwochen, AuszeichnungChartplatzierungen (Jahr, Titel, Musiklabel, Platzierungen, Wochen, Auszeichnungen, Anmerkungen) | Höchstplatzierung, Gesamtwochen, AuszeichnungChartplatzierungen (Jahr, Titel, Musiklabel, Platzierungen, Wochen, Auszeichnungen, Anmerkungen) | Höchstplatzierung, Gesamtwochen, AuszeichnungChartplatzierungen (Jahr, Titel, Musiklabel, Platzierungen, Wochen, Auszeichnungen, Anmerkungen) | Höchstplatzierung, Gesamtwochen, AuszeichnungChartplatzierungen (Jahr, Titel, Musiklabel, Platzierungen, Wochen, Auszeichnungen, Anmerkungen) | Höchstplatzierung, Gesamtwochen, AuszeichnungChartplatzierungen (Jahr, Titel, Musiklabel, Platzierungen, Wochen, Auszeichnungen, Anmerkungen) | Anmerkungen                              |
| Jahr | Titel Musiklabel                              | DE | AT | CH | UK | US | FI | Anmerkungen                              |
| ---- | --------------------------------------------- | --- | --- | --- | --- | --- | --- | ---------------------------------------- |
| 1997 | Something Wild Spinefarm Records              | — | — | — | — | — | FI20 Gold · (12 Wo.)FI | Erstveröffentlichung: 16. November 1997  |
| 1999 | Hatebreeder Spinefarm Records                 | DE76 (1 Wo.)DE | — | — | — | — | FI6 Gold · (8 Wo.)FI | Erstveröffentlichung: 26. April 1999     |
| 2000 | Follow the Reaper Spinefarm Records           | DE46 (2 Wo.)DE | AT38 (3 Wo.)AT | — | — | — | FI3 Gold · (5 Wo.)FI | Erstveröffentlichung: 30. Oktober 2000   |
| 2003 | Hate Crew Deathroll Spinefarm Records         | DE45 (3 Wo.)DE | — | — | — | — | FI1 Gold · (9 Wo.)FI | Erstveröffentlichung: 6. Januar 2003     |
| 2005 | Are You Dead Yet? Spinefarm Records           | DE16 (2 Wo.)DE | AT42 (2 Wo.)AT | CH79 (2 Wo.)CH | — | US195 (1 Wo.)US | FI1 Gold · (10 Wo.)FI | Erstveröffentlichung: 14. September 2005 |
| 2008 | Blooddrunk Spinefarm Records                  | DE10 (5 Wo.)DE | AT19 (5 Wo.)AT | CH50 (3 Wo.)CH | UK44 (1 Wo.)UK | US22 (4 Wo.)US | FI1 Gold · (20 Wo.)FI | Erstveröffentlichung: 9. April 2008      |
| 2011 | Relentless Reckless Forever Spinefarm Records | DE20 (3 Wo.)DE | AT29 (2 Wo.)AT | CH43 (2 Wo.)CH | UK71 (1 Wo.)UK | US42 (2 Wo.)US | FI1 Gold · (8 Wo.)FI | Erstveröffentlichung: 8. März 2011       |
| 2013 | Halo of Blood Nuclear Blast                   | DE18 (3 Wo.)DE | AT28 (1 Wo.)AT | CH24 (1 Wo.)CH | — | US54 (1 Wo.)US | FI2 (17 Wo.)FI | Erstveröffentlichung: 11. Juni 2013      |
| 2015 | I Worship Chaos Nuclear Blast                 | DE20 (1 Wo.)DE | AT36 (1 Wo.)AT | CH26 (2 Wo.)CH | — | US92 (1 Wo.)US | FI1 (10 Wo.)FI | Erstveröffentlichung: 2. Oktober 2015    |
| 2019 | Hexed Nuclear Blast                           | DE9 (2 Wo.)DE | AT15 (1 Wo.)AT | CH14 (2 Wo.)CH | — | — | FI1 (7 Wo.)FI | Erstveröffentlichung: 8. März 2019       |